# Nino Lamboglia
Nino Lamboglia (Port-Maurice, près de Gênes, 7 août 1912-Gênes, 10 janvier 1977) est un archéologue italien.

## Biographie
Il étudie à l'Université de Gênes et soutient en 1933 une thèse de topographie antique. 
Il fonde en 1932 l'Istituto internazionale di studi liguri (it), qu'il installe dans la propriété des Bicknell à Bordighera lorsque l'épouse du vice-consul de Grande-Bretagne doit quitter l'Italie pendant la Seconde Guerre mondiale. Il en restera le directeur jusqu'à sa mort. Commissaire politique du régime fasciste, il fait partie de la commission d'armistice à Menton et à Nice. En parallèle, il débute les fouilles de Cemenelum-Cimiez sur les hauteurs de Nice. 
Dès 1938, il avait commencé à fouiller le site d'Albintimillium-Ventimille, analysant les céramiques, les considérant comme guides chronologiques et élaborant la première typologie des céramiques à vernis noir campaniennes qui est encore en usage aujourd'hui.  
Un des premiers à organiser des fouilles archéologiques sous-marines (1950), il crée avec la France et l'Espagne, un comité international permanent de cartographie des sites sous-marins, la Forma Maris Antiqui et devient commandant des premiers navires équipés à ces recherches, le Daino et le Cycnus. 
Il meurt noyé lors d'un accident dans le port de Gênes, sa voiture tombant de la jetée un jour de brouillard.

## Travaux
- Topografia storica dell' Ingaunia nell' antichità, 1933
- Albenga romana, 1935
- [1938] Il Trofeo di Augusto alla Turbia [« Le trophée d'Auguste à La Turbie »]  (trad. de l'italien par André Cane), Bordighera, Istituto Internazionale di Studi Liguri, 1938 (réimpr. 1955, 1965, 1976, 1983), 49 p. (OCLC 959021156).
- La Liguria antica, 1941
- Il Teatro Romano e gli scavi di Ventimiglia, 1949
- Gli Scavi di Albintimilium: Campagne di Scavo 1938-1940, 1951
- [1952] (it) Per una classificazione preliminare della ceramica campana [« Pour une classification préliminaire de la céramique campanienne »] (extrait des actes du congrès international des études ligures (Congresso Internazionale di Studi Liguri) de 1950), Bordighera, Istituto Internazionale di Studi Liguri, coll. « Itinerari liguri » (no 4), 1952, 70 p. (OCLC 639251528, présentation en ligne).
- Miscellanea di storia italiana e mediterranea, 1978